# 浜田豪太
浜田 豪太（濱田 豪太、はまだ ごうた、1974年〈昭和49年〉4月11日 - ）は、日本の政治家。高知県香南市長（1期）。元高知県議会議員（2期）。

## 来歴
高知県安芸郡東洋町生まれ。のち香美郡野市町（現・香南市野市町）に移る。野市東小学校、野市中学校、高知高等学校を経て、1999年帝京大学文学部国際文化学科卒。国会議員秘書を経て、2015年高知県議会議員選挙に無所属で立候補して当選する。2019年無投票で再選する（自由民主党）。
2021年12月、香南市長清藤真司が官製談合事件で逮捕された市の建設会社の社長から金品を受け取った責任を取り辞職。翌2022年1月に香南市長選挙に立候補するため、高知県議会議員を辞職。市長選挙では元市議2人を破って当選した。